# Lessen in liefde
Lessen in liefde (Zweeds: En lektion i kärlek) is een Zweedse filmkomedie uit 1954 onder regie van Ingmar Bergman.

## Verhaal
De bekende gynaecoloog David heeft een verhouding met zijn patiënte Suzanne. Wanneer zijn vrouw Marianne erachter komt, wil ze wraak nemen. Ze gaat naar Kopenhagen om er de beeldhouwer Carl-Adam te bezoeken, een vroegere minnaar van Marianne en tevens een goede vriend van David.
Als David dat hoort, besluit hij het hart van zijn vrouw te heroveren. Hij neemt de trein en gaat zitten tegenover een knappe blondine en een handelsreiziger. De heren sluiten een weddenschap af. Ze zullen beiden trachten de blondine te verleiden. David wint het spel gemakkelijk, want de vrouw in kwestie is Marianne. Tijdens de reis halen ze gezamenlijke herinneringen op. In Kopenhagen is Carl-Adam zeer verbaasd, wanneer hij ontdekt dat Marianne samen met haar man is gekomen.
Niettemin doet Carl-Adam alsof er niets aan de hand is. Hij nodigt het stel uit in een danstent. Hij vraagt er een vrouw om David te verleiden. David is niet ongevoelig voor de charmes van de vrouw. Marianne maakt zich kwaad, maar uiteindelijk slaagt Carl-Adam er niet in om het koppel uit elkaar te spelen.

## Rolverdeling
| Acteur             | Personage        |
| ------------------ | ---------------- |
| Eva Dahlbeck       | Marianne Erneman |
| Gunnar Björnstrand | David Erneman    |
| Harriet Andersson  | Jacqueline       |
| Yvonne Lombard     | Suzanne          |
| Åke Grönberg       | Carl-Adam        |